# Кораб 2.03
2.03 е обозначението на петия построен космически кораб за многократно използване от съветската програма Буран. Конструирането му започва през 1992 и е още в началото си, когато цялата програма е прекратена през 1993. След това построените части са раглобени.
Не съществува снимка на кораба, но се предполага, че изглежда като останалите от втората генерация и e много подобен на първата (Буран и Птичка). Както кораб 2.02 той не получава название.